# Tonnay-Boutonne
Tonnay-Boutonne is een gemeente in het Franse departement Charente-Maritime (regio Nouvelle-Aquitaine). De plaats maakt deel uit van het arrondissement Saint-Jean-d'Angély. Tonnay-Boutonne telde op 1 januari 2022 1.190 inwoners.

## Geografie
De oppervlakte van Tonnay-Boutonne bedroeg op 1 januari 2022 22,73 vierkante kilometer; de bevolkingsdichtheid was toen 52,4 inwoners per km².
De onderstaande kaart toont de ligging van Tonnay-Boutonne met de belangrijkste infrastructuur en aangrenzende gemeenten.

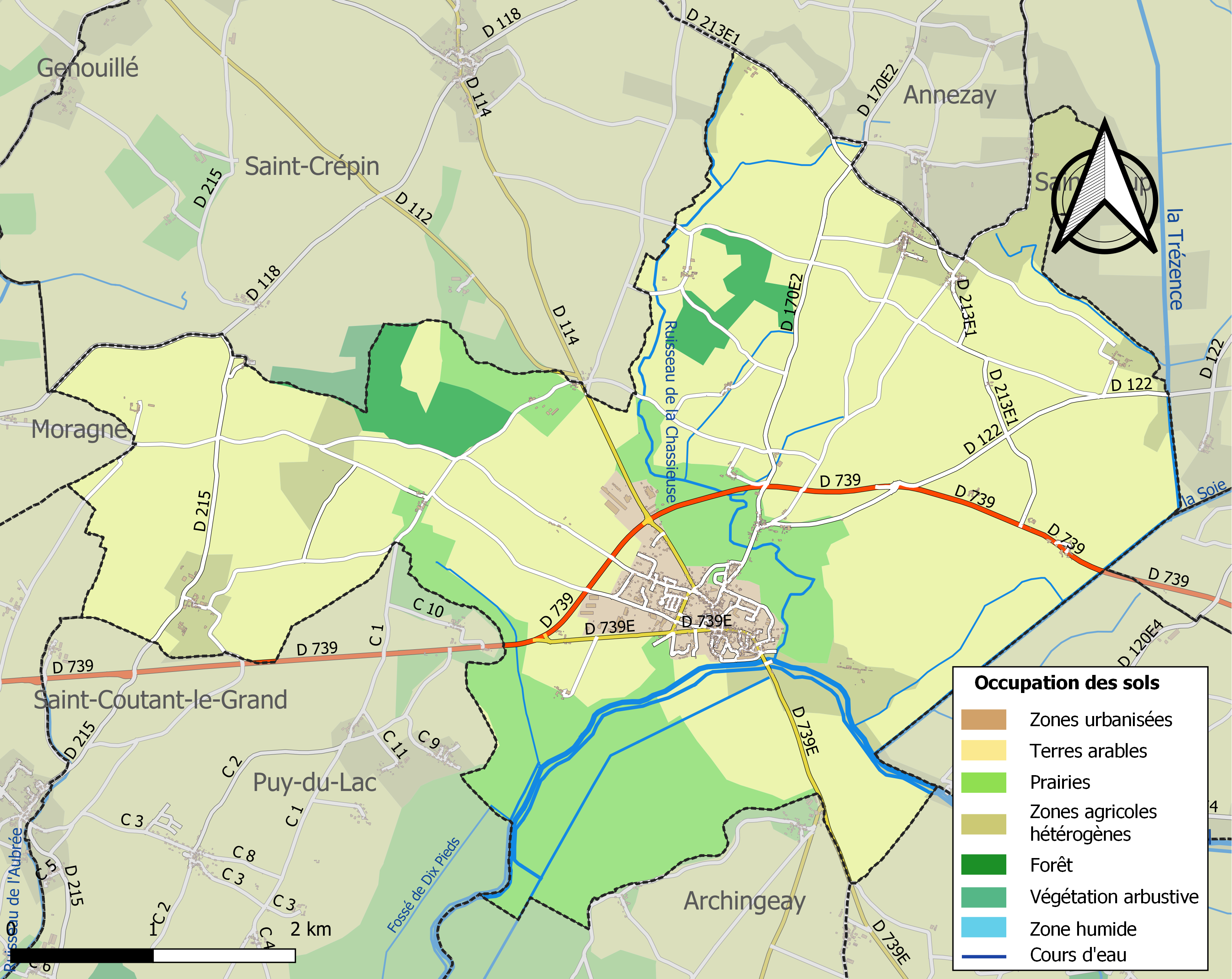

## Demografie
Onderstaande figuur toont het verloop van het inwonertal (bron: INSEE-tellingen).